# 海南こどもの国
海南こどもの国（かいなんこどものくに）は、愛知県弥富市にある県立の児童遊園である。指定管理者の公益財団法人愛知公園協会が管理・運営を行っている。

## 概要
1985年（昭和60年）10月6日に当時の海部郡十四山村（現・弥富市）に開園。面積は約10万m2で海抜0メートル地帯にある。現在は、指定管理者として財団法人愛知公園協会が運営を行っているが、開園から1999年（平成11年）4月1日の財団法人愛知公園協会発足までは愛知こどもの国協会が運営を行っていた。
園内には、足踏み式ゴーカートや水上自転車（足踏み式ボート）などの有料遊具のほか、アスレチック遊具や児童用の屋外プールなどの施設がある。
2008年（平成20年）には、公募により愛知こどもの国との共通マスコットキャラクター「みどぽん」が誕生した。

## 施設
足踏み式ゴーカート（1回：50円）、水上自転車（1回：50円）、プールは有料。その他は無料。
- こどもの館（管理事務所、総合案内所、多目的ホール、食堂など）
- 中央広場（噴水、こども大志の像）
- 冒険広場（アスレチック遊具）
- 幼児コーナー（幼児向け遊具）
- 多目的広場
- ローラースケート場
- 斜面広場（芝生の丘やローラー滑り台）
- 芝生休憩場
- 舗装広場（ステージや消防車の展示）
- 砦広場（木製アスレチック遊具）
- プール（夏休み期間中のみ）
- 足踏み式ゴーカート
- 水上自転車

## 利用案内
- 入園料：無料
- 閉園日：年末年始
- 開館時間：9:00 - 17:00

## 所在地
- 愛知県弥富市鳥ヶ地町二反田1238

## 交通アクセス
- JR関西本線・名鉄尾西線「弥富駅」または近鉄名古屋線「近鉄弥富駅」からタクシーで約10分。
- 近鉄「近鉄弥富駅」から弥富市コミュニティバスに乗り換え「海南こどもの国北」下車。所要時間約15分。
- 東名阪自動車道「蟹江IC」から約10分。
- 伊勢湾岸道路「湾岸弥富IC」から約15分。